# Партиле (община)
Община Партиле (на шведски: Partille kommun) е разположена в лен Вестра Йоталанд, югозападна Швеция с обща площ 59 km2 и население 36 147 души (към 31 декември 2013). Административен център на община Партиле е едноименния град Партиле.